# Августовська пуща

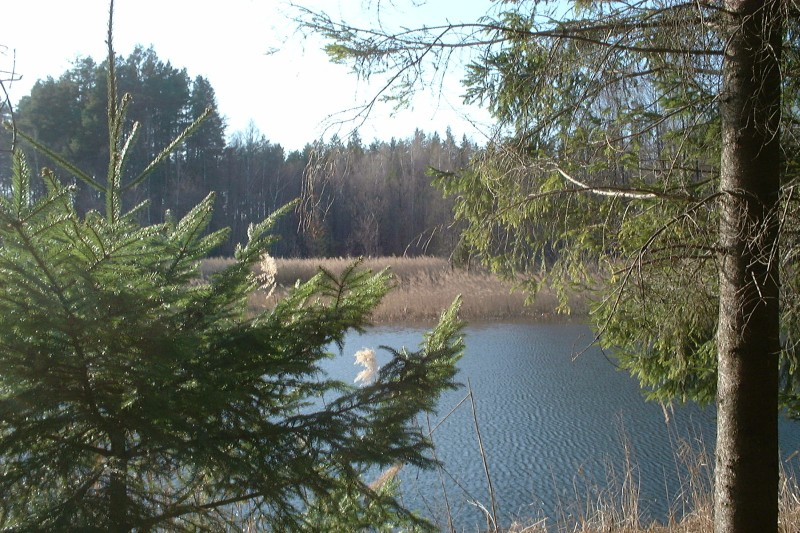
Августовська пуща

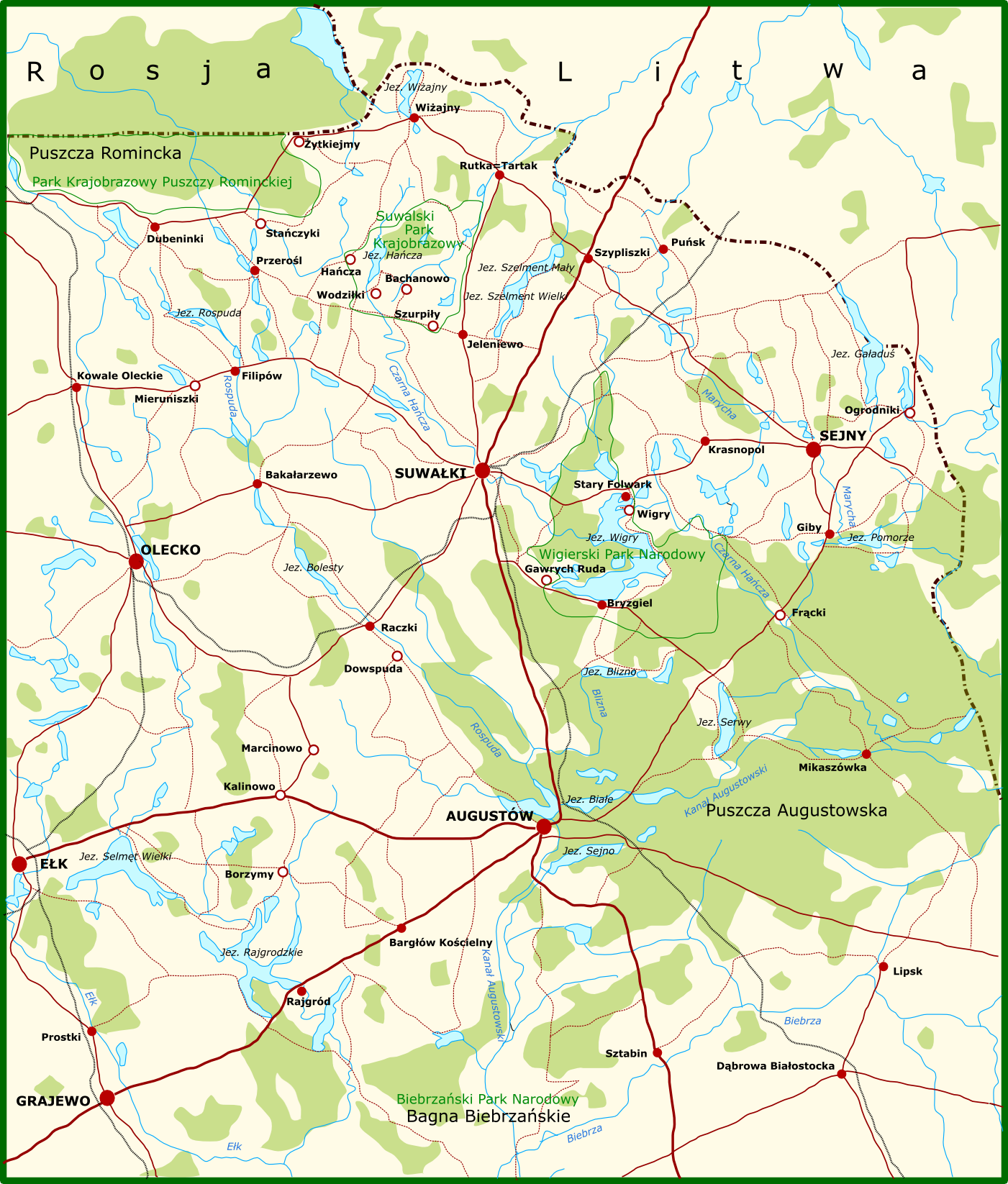
Мапа міста Сувалки з Августовським лісом на сході

Августовська пуща або Августовський ліс (пол. Puszcza Augustowska, лит. Augustavo giria, біл. Аўгустоўская пушча) — є великим комплексом прадавніх лісів, розташованих у Польщі, а також в північній і північно-східній Білорусі та Литві. Ліс займає площу близько 1600 км², з яких 1140 км² знаходиться в Польщі. По території пущі розкидані численні озера, у тому числі: Віґри, Сайно, Бяле-Аугустовське, Нецко, Стужєнічне, Серва, Блізно, Поморське та інші.
Польська частина лісів знаходиться в північно-східній частині країни.
У 1989 році в північній частині Августовської пущі був утворений Вігерський національний парк, один з наймолодших польських національних парків.